# آهن کارشده
آهن فرفورژه یک آلیاژ آهن با محتوای کربن بسیار کم (کمتر از ۰٫۰۵٪) در مقایسه با چدن (۲٫۱٪ تا ۴٪) است. این یک توده نیمه ذوب شده از آهن با اجزاء سرباره فیبری است (تا ۲٪ وزنی)، که به آن «سختار دانه» چوب مانند می‌دهد که هنگام حکاکی، زنگ زدگی یا خم شدن تا حد شکست قابل مشاهده است. آهن فرفورژه سخت، چکش خوار، انعطاف‌پذیر، مقاوم در برابر خوردگی است و به راحتی جوش داده می‌شود، اما برای جوشکاری الکتریکی دشوارتر است.
قبل از توسعه روش‌های مؤثر فولادسازی و وجود مقادیر زیادی فولاد، آهن فرفورژه رایج‌ترین شکل آهن چکش خوار بود. نام فرفورژه به دلیل قابلیت چکش خاری، نورد و آهن کاری شدن در دمای بالا در حالی که از سرباره از آن بیرون بریزد، برای آن گذاشته شده است. معادل کاربردی مدرن آهن فرفورژه فولاد کربنی است که فولاد کم کربن نیز نامیده می‌شود. نه آهن فرفورژه و نه فولاد کربنی حاوی کربن کافی برای سخت شدن با حرارت دادن و خاموش کردن نیستند، : ۱۴۵  اما آهن فرفورژه واقعی بسیار مقاوم تر در برابر خوردگی است.
آهن فرفورژه بسیار تصفیه شده است و مقدار کمی از سرباره سیلیکات به الیاف تبدیل می‌شود. حدود ۹۹٫۴ درصد از وزن آن آهن است. وجود سرباره می‌تواند برای عملیات آهنگری، مانند جوشکاری فورج مفید باشد، زیرا آخال‌های سیلیکات به عنوان یک شار عمل می‌کنند و ساختار منحصر به فرد و الیافی آن را به مواد می‌بخشند. رشته‌های سیلیکات موجود در سرباره نیز از آهن در برابر خوردگی محافظت می‌کند و اثر خستگی ناشی از ضربه و لرزش را کاهش می‌دهد.
از لحاظ تاریخی، مقدار متوسطی از آهن فرفورژه به فولاد تصفیه می‌شد که عمدتاً برای تولید شمشیر، کارد و چنگال، اسکنه، تبر و سایر ابزارهای لبه‌دار و همچنین فنرها و فایل‌ها استفاده می‌شد. تقاضا برای آهن فرفورژه در دهه ۱۸۶۰ به اوج خود رسید و تقاضای زیادی برای کشتی‌های جنگی آهنی و استفاده از راه‌آهن داشت. با این حال، از آنجایی که خواصی مانند شکنندگی فولاد ملایم با متالورژی آهنی بهتر بهبود یافت و از آنجایی که ساخت فولاد به لطف فرایند بسمر و فرایند زیمنس-مارتین هزینه کمتری داشت، استفاده از آهن فرفورژه کاهش یافت.
بسیاری از اقلام، قبل از اینکه از فولاد نرم ساخته شوند، از آهن فرفورژه تولید می‌شدند، از جمله پرچ، میخ، سیم، زنجیر، ریل، کوپلینگ راه‌آهن، لوله‌های آب و بخار، مهره، پیچ و مهره، نعل اسب، نرده، لاستیک واگن، تسمه. برای خرپاهای چوبی سقف، و آهن آلات تزئینی، از جمله موارد دیگر. 
آهن فرفورژه دیگر در مقیاس تجاری تولید نمی‌شود. بسیاری از محصولاتی که به عنوان آهن فرفورژه توصیف می‌شوند، مانند نرده‌های محافظ، مبلمان باغ، و دروازه‌ها از فولاد نرم ساخته شده‌اند. آنها را به عنوان «آهن فرفورژه» توصیف می‌کنند فقط به این دلیل که آنها را شبیه اشیایی ساخته‌اند که در گذشته توسط آهنگر با دست ساخته می‌شد (اگرچه بسیاری از اشیاء آهنی تزئینی از جمله نرده‌ها و دروازه‌ها اغلب به جای فرفورژه ریخته‌گری می‌شدند).

## واژه‌شناسی
کلمه فرفورژه یک فعل ماضی باستانی از فعل «کار کردن» است و «آهن فرفورژه» در لغت به معنای «آهن کار شده» است. آهن فرفورژه یک اصطلاح کلی برای این کالا است، اما به‌طور خاص برای کالاهای آهنی تمام شده استفاده می‌شود، زیرا توسط آهنگر ساخته می‌شود. در سوابق گمرکی بریتانیا از آن به معنای محدودتر استفاده می‌شد، این آهن‌های تولیدی مشمول نرخ مالیات بالاتری نسبت به آنچه که می‌توان آن را آهن «نورکار» نامید، بود. چدن برخلاف فرفورژه شکننده است و نمی‌توان آن را به صورت سرد و گرم کار کرد.
در حالی که فرایند شکوفایی، آهن فرفورژه را مستقیماً از سنگ معدن تولید می‌کرد، چدن یا چدن خام مواد اولیه مورد استفاده در فورج ریز و کوره پادلینگ بودند. آهن خام و چدن دارای محتوای کربن بالاتری نسبت به آهن فرفورژه هستند، اما نقطه ذوب کمتری نسبت به آهن یا فولاد دارند. چدن و به خصوص چدن دارای سرباره اضافی هستند که باید حداقل تا حدی حذف شود تا آهن فرفورژه با کیفیت تولید شود. در ریخته‌گری‌ها، ترکیب ضایعات آهن فرفورژه با چدن برای بهبود خواص فیزیکی قطعات ریخته‌گری رایج بود.
چندین سال پس از معرفی فولاد بسمر و اجاق باز، نظرات مختلفی در مورد اینکه چه چیزی آهن را از فولاد متمایز می‌کند وجود داشت. برخی معتقد بودند که این ترکیب شیمیایی است و برخی دیگر این است که آیا آهن به اندازه کافی گرم می‌شود تا ذوب شود و «جوش بخورد». در نهایت فیوژن به‌طور کلی به عنوان نسبتاً مهم‌تر از ترکیب زیر غلظت کربن پایین معین پذیرفته شد. : ۳۲–۳۹ تفاوت دیگر این است که فولاد را می‌توان با عملیات حرارتی سخت کرد.
از نظر تاریخی، آهن فرفورژه به عنوان «آهن خالص تجاری» شناخته می‌شد. با این حال، دیگر واجد شرایط نیست زیرا استانداردهای فعلی برای آهن خالص تجاری به محتوای کربن کمتر از ۰٫۰۰۸ درصد وزنی نیاز دارد.

## انواع و اشکال
میله آهن اصطلاح عمومی است که گاهی اوقات برای تشخیص آن از چدن استفاده می‌شود. این معادل یک شمش از فلز ریخته‌گری شده است، به شکلی مناسب برای جابجایی، ذخیره‌سازی، حمل و نقل و کار بیشتر در محصول نهایی.
میله‌ها محصول معمولی فورج ظرافت بودند، اما لزوماً با این فرایند ساخته نمی‌شدند:
- آهن میله ای – برش خورده از آهن میله‌های تخت در یک آسیاب برش، مواد اولیه را برای خوشه‌ها و میخ‌ها فراهم می‌کرد.
- آهن حلقه ای - مناسب برای حلقه بشکه‌ها که از عبور آهن میله ای از قالب‌های نورد ساخته می‌شود.
- صفحه آهن - ورق‌های مناسب برای استفاده به عنوان صفحه دیگ بخار.
- صفحه سیاه - ورق‌هایی که احتمالاً نازک‌تر از آهن صفحه‌ای هستند، از مرحله نورد سیاه تولید قلع.
- آهن مسافرتی - آهن میله‌های مسطح باریک، ساخته یا بریده شده به میله‌هایی با وزن خاص، کالایی برای فروش در آفریقا برای تجارت برده در اقیانوس اطلس. تعداد میله‌ها در هر تن به تدریج از ۷۰ در هر تن در دهه ۱۶۶۰ به ۷۵ تا ۸۰ در هر تن در سال ۱۶۸۵ و «نزدیک به ۹۲ به تن» در سال ۱۷۳۱ افزایش یافت.[۱۴] : ۱۶۳–۱۷۲

## پیدایش
- آهن زغال چوب - تا پایان قرن هجدهم، آهن فرفورژه از سنگ معدن با استفاده از زغال چوب، با فرایند شکوفایی ذوب می‌شد. آهن فرفورژه نیز از آهن خام با استفاده از آهنگری ظریف یا در یک آتشگاه لنکاوی تولید می‌شد. فلز حاصل، هم از نظر شیمی و هم از نظر محتوای سرباره بسیار متغیر بود.
- چدن پوکه - فرایند پادلینگ اولین فرایند در مقیاس بزرگ برای تولید آهن فرفورژه بود. در فرایند پادلینگ، آهن خام در یک کوره طنین دار تصفیه می‌شود تا از آلودگی آهن ناشی از گوگرد موجود در زغال سنگ یا کک جلوگیری شود. آهن خوک مذاب به صورت دستی هم زده می‌شود و آهن را در معرض اکسیژن اتمسفر قرار می‌دهد که آهن را کربن زدایی می‌کند. همان‌طور که آهن به هم زده می‌شود، گلوله‌های آهن فرفورژه توسط میله همزن (بازو یا میله رابل) به صورت گلوله‌ها جمع‌آوری می‌شوند و به صورت دوره ای توسط پودلر جدا می‌شوند. پادلینگ در سال ۱۷۸۴ به ثبت رسید و پس از سال ۱۸۰۰ به‌طور گسترده مورد استفاده قرار گرفت. تا سال ۱۸۷۶، تولید سالانه آهن حوضچه ای تنها در انگلستان بیش از ۴ میلیون تن بود. در همان زمان، کوره اجاق باز قادر به تولید فولاد با کیفیت مناسب برای اهداف ساختاری بود و تولید آهن فرفورژه رو به کاهش گذاشت.
- آهن Oregrounds - یک عیار مخصوص از آهن میله ای که در نهایت از سنگ آهن معدن Dannemora در سوئد ساخته می‌شود. مهم‌ترین کاربرد آن به عنوان ماده اولیه برای فرایند سیمان سازی فولادسازی بود.
- آهن دانکس - در اصل آهنی که از گدانسک به بریتانیای کبیر وارد می‌شد، اما در قرن هجدهم احتمالاً از نوع آهنی (از شرق سوئد) بود که زمانی از گدانسک می‌آمد.
- آهن جنگلی - آهن از جنگل دین انگلیسی، جایی که سنگ معدن هماتیت امکان تولید آهن سخت را فراهم کرد.
- آهن لوکس - آهن وارداتی از لیژ که نام هلندی آن "Luik" است.[۱۵]
- آهن آمیز یا آهن آمیس - نوع دیگری از آهن که از شمال اروپا به انگلستان وارد می‌شود. مبدأ آن آمیان است، اما به نظر می‌رسد که از فلاندر در قرن پانزدهم و هلند بعداً وارد شده است، که نشان می‌دهد منشأ آن در دره راین است. منشأ آن بحث‌برانگیز است.[۱۵]
- آهن Botolf یا Boutall iron - از Bytów (Pomerania لهستانی) یا Bytom (Silesia لهستانی).[۱۵]
- آهن سمور (یا سمور قدیمی) - آهنی با علامت (سمور) از خانواده دمیدوف آهن‌سازان روسی، یکی از بهترین مارک‌های آهن روسی.[۱۶]

## عیوب
نرم آهن یک نوع آهن تجاری است با کمتر از ۰٫۱٪ کربن، کمتر از ۰٫۲۵٪ ناخالصی که شامل گوگرد، فسفر، سیلیسیم و منیزیم، و کمتر از ۲٪ درصد سرباره است.
آهن فرفورژه اگر حاوی گوگرد بیش از حد باشد، کوتاه قرمز یا گرم است. هنگامی که سرد است استحکام کافی دارد، اما هنگامی که در حرارت قرمز خم می‌شود یا تمام می‌شود ترک می‌خورد. : ۷ آهن کوتاه داغ غیرقابل فروش در نظر گرفته شد.
آهن کوتاه سرد که با نام سرد برش، کلشایر نیز شناخته می‌شود، حاوی فسفر بیش از حد است. در زمان سرد بسیار شکننده است و در صورت خم شدن ترک می‌خورد. : ۷, ۲۱۵ با این حال، ممکن است در دمای بالا کار شود. از نظر تاریخی، آهن سرد برای ناخن کافی در نظر گرفته می‌شد.
فسفر لزوماً برای آهن مضر نیست. آهنگران باستانی خاور نزدیک به کوره‌های خود آهک اضافه نمی‌کردند. عدم وجود اکسید کلسیم در سرباره، و استفاده عمدی از چوب با محتوای فسفر بالا در طول ذوب، باعث می‌شود که میزان فسفر بالاتری (معمولا <۰٫۳٪) نسبت به آهن مدرن (<۰٫۰۲–۰٫۰۳٪) بیشتر باشد. تجزیه و تحلیل ستون آهن دهلی ۰٫۱۱٪ در آهن را نشان می‌دهد. : ۶۹ سرباره موجود در آهن فرفورژه نیز مقاومت در برابر خوردگی ایجاد می‌کند.
سیم موزیک آنتیک، که در زمانی تولید می‌شد که فولادهای کربنی تولید انبوه در دسترس بودند، دارای کربن کم و فسفر بالا بودند. آهن با محتوای فسفر بالا که معمولاً هنگام کار سرد باعث شکنندگی می‌شود، به راحتی به سیم‌های موسیقی کشیده می‌شود. اگرچه در آن زمان فسفر جزء آهن به راحتی قابل شناسایی نبود، اما این فرضیه وجود داشت که نوع آهن برای تبدیل به فولاد رد شده بود، اما هنگام آزمایش برای توانایی کشش برتری داشت.

## تاریخچه

### چین
در طول سلسله هان (۲۰۲ قبل از میلاد - ۲۲۰ پس از میلاد)، فرآیندهای ذوب آهن جدید منجر به ساخت ابزارهای جدید آهن فرفورژه برای استفاده در کشاورزی، مانند مته چند لوله ای و گاوآهن آهن شد. علاوه بر توده‌های تصادفی آهن فرفورژه کم کربن که توسط هوای بیش از حد تزریق شده در کوره‌های گنبدی چین باستان تولید می‌شود. چینی‌های باستان آهن فرفورژه را حداقل در قرن دوم قبل از میلاد با استفاده از آهنگری ظرافت می‌ساختند، اولین نمونه‌های چدن و چدن خام که به آهن و فولاد ریز شده در محل اولیه سلسله هان در Tieshengguo یافت شد. : ۱۸۶ پیگوت حدس می‌زند که آهنگری در دوره قبلی کشورهای متخاصم (۴۰۳ تا ۲۲۱ قبل از میلاد) وجود داشته است، به این دلیل که اقلام فرفورژه از چین مربوط به آن دوره وجود دارد و هیچ مدرک مستندی مبنی بر استفاده از شکوفه‌ها در چین وجود ندارد. . : ۱۸۶–۱۸۷ فرایند ریزکاری شامل مایع کردن چدن در یک اجاق ریز و حذف کربن از چدن مذاب از طریق اکسیداسیون بود. : ۱۸۶ واگنر می‌نویسد که علاوه بر اجاق‌های خاندان هان که گمان می‌رود کوره‌های نفیس هستند، شواهد تصویری نیز از یک دیوارنگاره مقبره شاندونگ متعلق به قرن اول تا دوم پس از میلاد، و همچنین شواهد مکتوب در قرن چهارم پس از میلاد وجود دارد. متن دائوئستی تایپینگ جینگ.

### جهان غرب

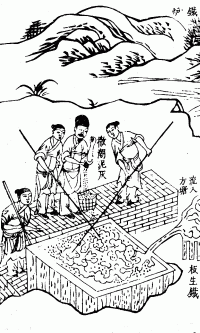
فرایند ذوب سنگ آهن برای ساختن آهن فرفورژه از آهن خام، در دایرةالمعارف Tiangong Kaiwu توسط Song Yingxing ، منتشر شده در سال ۱۶۳۷ نشان داده شده است.

آهن فرفورژه قرن‌ها مورد استفاده قرار گرفته است و همان «آهن» است که در طول تاریخ غرب از آن یاد می‌شود. شکل دیگر آهن، چدن، از زمان‌های قدیم در چین استفاده می‌شده است، اما تا قرن ۱۵ به اروپای غربی معرفی نشد. حتی پس از آن، به دلیل شکنندگی، می‌توان آن را تنها برای تعداد محدودی از اهداف استفاده کرد. در بسیاری از قرون وسطی، آهن با کاهش مستقیم سنگ معدن در بلومرهایی که به صورت دستی کار می‌کردند، تولید می‌شد، اگرچه استفاده از نیروی آب تا سال ۱۱۰۴ آغاز شده بود.
ماده اولیه تولید شده توسط کلیه فرآیندهای غیرمستقیم چدن است. محتوای کربن بالایی دارد و در نتیجه شکننده است و نمی‌توان از آن برای ساخت سخت‌افزار استفاده کرد. فرایند اسموند اولین فرایند غیرمستقیم بود که تا سال ۱۲۰۳ توسعه یافت، اما تولید شکوفه در بسیاری از نقاط ادامه یافت. این فرایند به توسعه کوره بلند بستگی داشت، که نمونه‌های قرون وسطایی آن در لاپفیتان، سوئد و آلمان کشف شده است.
فرآیندهای شکوفه و اسموند به تدریج از قرن پانزدهم با فرآیندهای ظریف جایگزین شدند، که دو نسخه آلمانی و والونی وجود داشت. آنها به نوبه خود از اواخر قرن ۱۸ با پادلینگ جایگزین شدند، با انواع خاصی مانند فرایند لنکاوی سوئدی. آنها نیز اکنون منسوخ شده‌اند و آهن فرفورژه دیگر به صورت تجاری تولید نمی‌شود.

## خواص

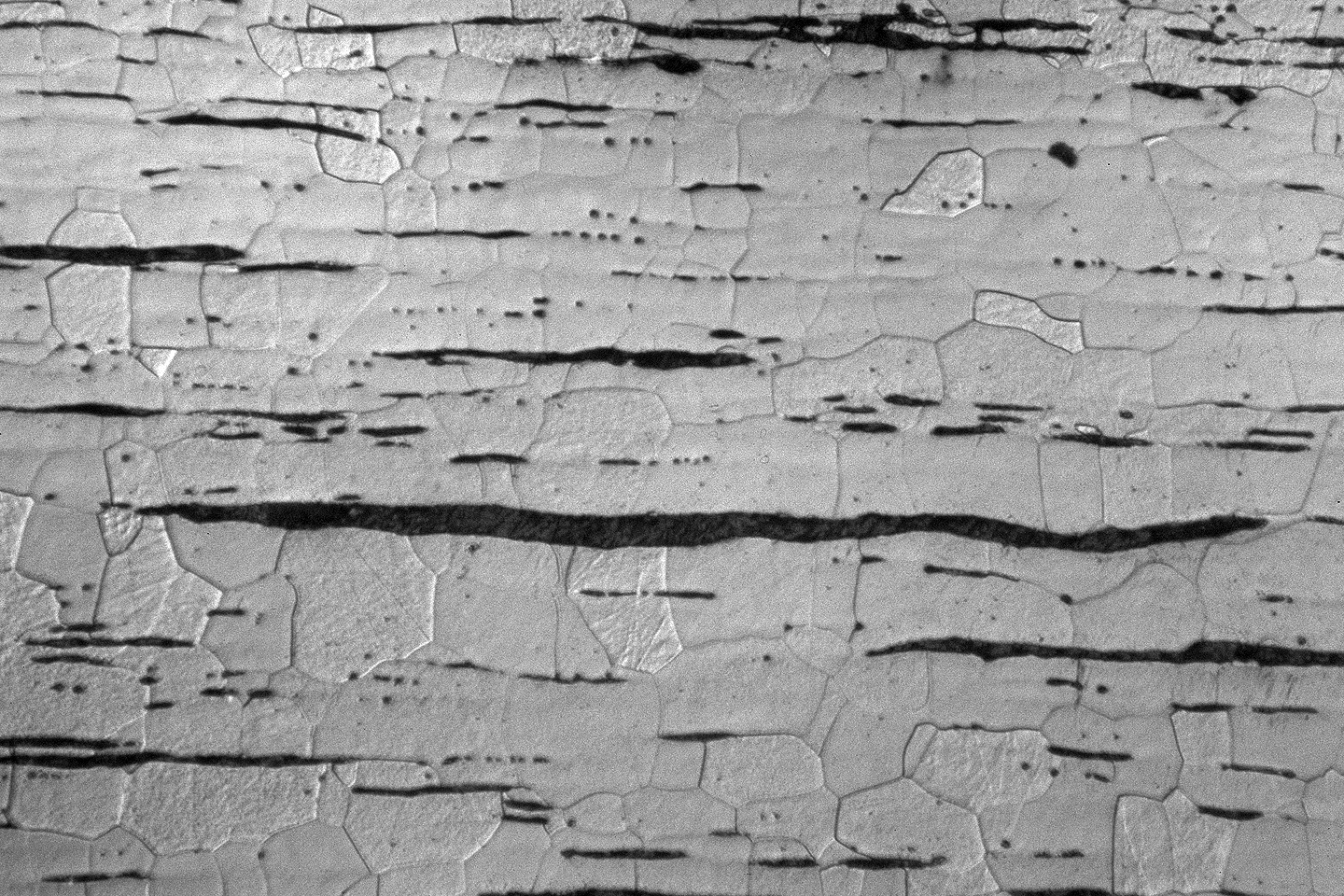
ریزساختار آهن فرفورژه، نشان دهنده آخال‌های سرباره تیره در فریت

اجزاء سرباره یا رشته‌ها در آهن فرفورژه به آن خواصی می‌دهد که در سایر اشکال فلزات آهنی یافت نمی‌شود. تقریباً ۲۵۰۰۰۰ گنجاندن در هر اینچ مربع وجود دارد. یک شکستگی تازه رنگ مایل به آبی شفاف با درخشندگی ابریشمی بالا و ظاهر فیبری را نشان می‌دهد.
آهن فرفورژه فاقد محتوای کربن لازم برای سخت شدن از طریق عملیات حرارتی است، اما در مناطقی که فولاد غیر معمول یا ناشناخته بود، گاهی اوقات ابزارها را سرد کار می‌کردند (از این رو آهن سرد) برای سخت شدن آنها. مزیت محتوای کربن کم آن جوش پذیری عالی آن است. علاوه بر این، ورق آهن فرفورژه نمی‌تواند به اندازه ورق فولادی در هنگام کار سرد خم شود. آهن فرفورژه را می‌توان ذوب و ریخته‌گری کرد. با این حال، محصول دیگر آهن فرفورژه نیست، زیرا سرباره‌های سرباره مشخصه آهن فرفورژه در هنگام ذوب ناپدید می‌شوند، بنابراین محصول شبیه فولاد ناخالص، ریخته‌گری و بسمر است. در مقایسه با استفاده از چدن یا فولاد که هر دو ارزان‌تر هستند، ذوب و ریخته‌گری آهن فرفورژه هیچ مزیت مهندسی ندارد.
با توجه به تنوع در منشأ سنگ آهن و ساخت آهن، آهن فرفورژه می‌تواند از نظر مقاومت در برابر خوردگی در مقایسه با سایر آلیاژهای آهن پایین‌تر یا برتر باشد. مکانیسم‌های زیادی پشت مقاومت در برابر خوردگی آن وجود دارد. چیلتون و ایوانز دریافتند که نوارهای غنی‌کننده نیکل خوردگی را کاهش می‌دهند. آنها همچنین دریافتند که در آهن‌های گودالی، آهنگری و انباشته شده، روی فلز ناخالصی‌های مس، نیکل و قلع پخش می‌شود که شرایط الکتروشیمیایی ایجاد می‌کند که خوردگی را کاهش می‌دهد. نشان داده شده است که اجزای سرباره خوردگی را به یک لایه یکنواخت پراکنده می‌کند و آهن را قادر می‌سازد در برابر سوراخ شدن مقاومت کند. مطالعه دیگری نشان داده است که آخال‌های سرباره مسیرهایی برای خوردگی هستند. مطالعات دیگر نشان می‌دهد که گوگرد موجود در آهن فرفورژه مقاومت به خوردگی را کاهش می‌دهد، در حالی که فسفر مقاومت به خوردگی را افزایش می‌دهد. یون‌های کلرید همچنین مقاومت در برابر خوردگی آهن فرفورژه را کاهش می‌دهند.
آهن فرفورژه ممکن است به روشی مشابه فولاد نرم جوش داده شود، اما وجود اکسید یا آخال نتایج معیوب خواهد داشت. این ماده دارای سطح ناصافی است، بنابراین بهتر از فولاد صاف می‌تواند آبکاری‌ها و پوشش‌ها را نگه دارد. به عنوان مثال، روکش روی گالوانیکی که روی آهن فرفورژه اعمال می‌شود تقریباً ۲۵ تا ۴۰ درصد ضخیم‌تر از همان پرداخت روی فولاد است. در جدول ۱، ترکیب شیمیایی آهن فرفورژه با آهن خام و فولاد کربن مقایسه شده است. اگرچه به نظر می‌رسد که آهن فرفورژه و فولاد کربنی ساده ترکیبات شیمیایی مشابهی دارند، اما فریبنده است. بیشتر منگنز، گوگرد، فسفر و سیلیکون موجود در آهن فرفورژه در الیاف سرباره گنجانده می‌شود و آهن فرفورژه را خالص تر از فولاد کربنی ساده می‌کند.
| مواد                                    | اهن       | کربن      | منگنز    | گوگرد     | فسفر      | سیلیکون   |
| --------------------------------------- | --------- | --------- | -------- | --------- | --------- | --------- |
| آهن خام                                 | ۹۱–۹۴     | ۳٫۵–۴٫۵   | ۰٫۵–۲٫۵  | ۰٫۰۱۸–۰٫۱ | ۰٫۰۳–۰٫۱  | ۰٫۲۵–۳٫۵  |
| فولاد کربن                              | ۹۸٫۱–۹۹٫۵ | ۰٫۰۷–۱٫۳  | ۰٫۳–۱٫۰  | ۰٫۰۲–۰٫۰۶ | ۰٫۰۰۲–۰٫۱ | ۰٫۰۰۵–۰٫۵ |
| فرفورژه                                 | ۹۹–۹۹٫۸   | ۰٫۰۵–۰٫۲۵ | ۰٫۰۱–۰٫۱ | ۰٫۰۲–۰٫۱  | ۰٫۰۵–۰٫۲  | ۰٫۰۲–۰٫۲  |
| همه واحدها درصد وزن هستند. {{سخ}} منبع: |           |           |          |           |           |           |

| استحکام کششی نهایی [psi (MPa)]       | 34000–54000 (234–372) |
| قدرت فشرده سازی نهایی [psi (MPa)]    | 34000–54000 (234–372) |
| مقاومت برشی نهایی [psi (MPa)]        | 28000–45000 (193–310) |
| نقطه تسلیم [psi (MPa)]               | 23000–32000 (159–221) |
| مدول الاستیسیته (در کشش) [psi (MPa)] | 28,000,000 (193,100)  |
|                                      | 2,800 (1,540)         |
| وزن مخصوص                            | 7.6-7.9               |
| وزن مخصوص                            | 7.5-7.8               |

از دیگر خواص آن، آهن فرفورژه در حرارت قرمز نرم می‌شود و به راحتی می‌توان آن را آهنگری و جوشکاری کرد. می‌توان از آن برای تشکیل آهنرباهای موقت استفاده کرد، اما نمی‌توان آن را به‌طور دائم مغناطیسی کرد، و انعطاف‌پذیر، چکش خوار و سخت است.

### شکل‌پذیری
برای اکثر اهداف، شکل‌پذیری به جای استحکام کششی معیار مهمتری برای سنجش کیفیت آهن فرفورژه است. در آزمایش کشش، بهترین آهن‌ها می‌توانند قبل از شکست، ازدیاد طول قابل‌توجهی را متحمل شوند. آهن فرفورژه با کشش بالاتر شکننده است.
به دلیل تعداد زیاد انفجارهای دیگ بخار در قایق‌های بخار در اوایل دهه ۱۸۰۰، کنگره ایالات متحده قانونی در سال ۱۸۳۰ تصویب کرد که بودجه ای را برای اصلاح این مشکل تصویب کرد. خزانه داری یک قرارداد ۱۵۰۰ دلاری به مؤسسه فرانکلین برای انجام یک مطالعه اعطا کرد. به عنوان بخشی از این مطالعه، والتر آر. جانسون و بنجامین ریوز با استفاده از تستری که در سال ۱۸۳۲ بر اساس طرحی توسط لاگرهجلم در سوئد ساخته بودند، آزمایش‌های مقاومتی را روی آهن دیگ انجام دادند. به دلیل سوء تفاهم در مورد استحکام کششی و شکل‌پذیری، کار آن‌ها به کاهش خرابی‌ها کمک چندانی نکرد.
اهمیت شکل‌پذیری توسط برخی در مراحل اولیه توسعه دیگ‌های لوله‌ای تشخیص داده شد، که با اظهار نظر ترستون اثبات می‌شود:
«اگر از آهن خوبی که سازندگان ادعا می‌کردند در آن‌ها ریخته‌اند «که مانند سرب عمل می‌کرد»، همان‌طور که ادعا می‌شود، در هنگام پاره شدن، با پاره شدن باز می‌شوند و محتویات خود را بدون ایجاد عواقب فاجعه‌بار معمول انفجار دیگ تخلیه می‌کنند.»
تحقیقات مختلف قرن نوزدهم در مورد انفجارهای دیگ بخار، به ویژه آنهایی که توسط شرکت‌های بیمه انجام شده است، دلایلی را یافتند که معمولاً ناشی از کارکرد دیگ‌های بخار بالاتر از محدوده فشار ایمن است، یا برای بدست آوردن قدرت بیشتر، یا به دلیل معیوب بودن دریچه‌های کاهش فشار دیگ بخار و دشواری در به دست آوردن قابل اعتماد. نشانه‌های فشار و سطح آب ساخت ضعیف نیز یک مشکل رایج بود. همچنین ضخامت آهن در بشکه‌های بخار با استانداردهای مدرن کم بود.
در اواخر قرن نوزدهم، زمانی که متالوژیست‌ها توانستند بهتر بفهمند که چه خواص و فرآیندهایی آهن خوب را می‌سازد، آهن در موتورهای بخار توسط فولاد جابجا می‌شد. همچنین دیگ‌های استوانه ای قدیمی با لوله آتش توسط دیگ‌های لوله آب جابجا شدند که ذاتاً ایمن تر هستند.

### خلوص
در سال ۲۰۱۰، جری مک دانل در انگلستان با تجزیه و تحلیل نشان داد که یک شکوفه آهن فرفورژه، از یک رایحه سنتی، می‌تواند به ۹۹٫۷٪ آهن خالص بدون هیچ شواهدی از کربن تبدیل شود. مشخص شد که رشته‌های رایج در سایر آهن‌های فرفورژه وجود نداشتند، بنابراین کار سرد و گرم برای آهنگر بسیار انعطاف‌پذیر می‌شد. یک منبع تجاری از آهن خالص موجود است و توسط آهنگران به عنوان جایگزینی برای آهن فرفورژه سنتی و دیگر فلزات آهنی نسل جدید استفاده می‌شود.

### برنامه‌های کاربردی
مبلمان فرفورژه تاریخچه ای طولانی دارد که به دوران رومیان برمی گردد. دروازه‌های آهنی قرن سیزدهمی در کلیسای وست‌مینستر لندن وجود دارد، و به نظر می‌رسد مبلمان آهن‌کاری شده در قرن هفدهم، در زمان سلطنت ویلیام سوم و مری دوم، در بریتانیا به اوج محبوبیت خود رسید. با این حال، چدن و فولاد ارزان‌تر باعث کاهش تدریجی تولید آهن فرفورژه شد. آخرین کارخانه آهن فرفورژه در بریتانیا در سال ۱۹۷۴ بسته شد.
همچنین برای ساخت وسایل دکوری خانه مانند قفسه نانوایی، قفسه شراب، قفسه قابلمه، اتاگر، پایه میز، میز، دروازه، تخت، جا شمعی، میله پرده، میله و صندلی بار استفاده می‌شود.
اکثریت قریب به اتفاق آهن فرفورژه که امروزه در دسترس است از مواد احیا شده است. پل‌های قدیمی و زنجیره‌های لنگر لایروبی شده از بنادر منابع اصلی هستند.مقاومت بیشتر در برابر خوردگی آهن فرفورژه به دلیل ناخالصی‌های سیلیسی (به‌طور طبیعی در سنگ آهن) یعنی سیلیکات آهن است.
آهن فرفورژه برای چندین دهه به عنوان یک اصطلاح عمومی در صنعت دروازه و نرده استفاده می‌شود، حتی اگر از فولاد نرم برای ساخت این دروازه‌های «آهن فرفورژه» استفاده می‌شود. این عمدتاً به دلیل در دسترس بودن محدود آهن فرفورژه واقعی است. همچنین می‌توان فولاد را گالوانیزه کرد تا از خوردگی جلوگیری شود که با آهن فرفورژه قابل انجام نیست.

## جستار
- کارهای تزیینی برنز و برنج
- چدن
- ریخته‌گری نیمه فولادی
- گدازگری